# Gymnodia brunneivitta
Gymnodia brunneivitta är en tvåvingeart som beskrevs av Fritz Isidore van Emden 1951. Gymnodia brunneivitta ingår i släktet Gymnodia och familjen husflugor. Inga underarter finns listade i Catalogue of Life.